# Эшкенази, Виктор
Виктор Филип Эшкенази (нем. Victor Filip Eskenasy; 19 марта 1950, Бухарест — 19 ноября 2019, Франкфурт-на-Майне) — румынский историк и музыкальный журналист.

## Биография
Окончил исторический факультет Бухарестского университета, ученик Шербана Папакости. Занимался археологическими исследованиями, работал в Центре военной истории в Бухаресте. Желание заниматься историей румынских евреев привело к окончанию официальной карьеры Эшкенази в социалистической Румынии, и в 1983 г. он эмигрировал из страны, обосновавшись в Швейцарии, где недолгое время был научным сотрудником Лозаннского университета.
На рубеже 1980—1990-х гг. выпустил несколько библиографических справочников по истории евреев в Румынии (один из них в соавторстве с Жаном Анчелом). Подготовил издание воспоминаний и переписки Мозеса Гастера (1998). В 2003—2005 гг. выпустил в Румынии двухтомник, посвящённый дирижёру Герману Шерхену, включающий и его исследование «Шерхен и Румыния». Перевёл с немецкого языка на румынский автобиографическую книгу Готфрида Вагнера.
Как радиожурналист сотрудничал некоторое время с «Голосом Америки» и БиБиСи, а в 1988 г. поступил на службу в румынскую редакцию радио «Свободная Европа». Редактировал программу международных новостей и вёл передачи о музыке и культуре. После закрытия румынской редакции в 2008 г. продолжал сотрудничество с молдавской редакцией как автор еженедельной программы «Культура и политика».